# 竹内実
竹内 実（たけうち みのる、1923年(大正12年)6月12日 - 2013年(平成25年)7月30日）は、日本の中国文学、現代中国社会研究者。京都大学名誉教授、立命館大学国際関係学部元教授。日本における中国研究の第一人者である。

## 経歴
出生から修学期
1923年(大正12年)、中国山東省（現在の淄博市張店区）に生まれた。日本へ帰国後、二松學舍専門学校(現二松學舍大学)に進学した。在学中に学徒出陣のため応召するが、敗戦直前に病気除隊となった。
太平洋戦争後、京都大学文学部中国語学文学科で学び、1949年に卒業。東京大学大学院に進み、修士課程を修了。
中国学研究者として
修了後は、社団法人中国研究所へ勤務。その後、旧東京都立大学助教授となった。1973年、京都大学人文科学研究所教授となった。1987年に京都大学を定年退官し、名誉教授となった。その後は、同年4月より立命館大学国際関係学部教授。その後、松阪大学教授。海外では、北京日本学研究センター教授、杭州大学日本文化研究所研究員を務めた。学界では、1987年から1994年まで現代中国研究会会長を務めた。
2013年7月30日、京都市内で逝去。90歳没。

## 受賞・栄典
- 1992年：福岡アジア文化賞 学術研究賞を受賞[1]
- 1999年：勲三等旭日中綬章受章[5]。

## 研究内容・業績
世界に先駆けて毛沢東の原典集『毛沢東集』を編纂し、中国を含む各国の研究者に研究の基礎を提供した。1960年には野間宏、大江健三郎らと共に中華人民共和国を訪問し、毛沢東と会見した。武田泰淳とともに『毛沢東　その詩と人生』を刊行し、毛沢東の人間像を論じて話題となった。しかしながら文化大革命中は文革や当時の中国共産党に批判的な姿勢を貫き、文革終結後にその姿勢が高く評価された。

### 発言
鄧小平来日(1978年)
1978年、鄧小平副首相が来日した際、ロッキード事件の渦中にいた田中角栄の私邸を訪問したことについて、朝日新聞の取材に応じ「個人の信義を重んじるのは中国の美しい伝統ではあるが、日本の大衆の気持ちも理解してもらわないと。」とコメントしている。

## 著書

### 単著
- 『日本人にとっての中国像』春秋社 1966
  - 選書化 岩波同時代ライブラリー
- 『中国：同時代の知識人』合同出版 1967
- 『中国の思想 伝統と現代』日本放送出版協会(NHKブックス) 1967
- 『毛沢東ノート』新泉社 1971
- 『現代中国の文学：展開と論理』研究社出版 1972
- 『毛沢東と中国共産党』中公新書 1972
- 『毛沢東の生涯：八億の民を動かす魅力の源泉』光文社カッパ・ブックス 1972
- 『茶館：中国の風土と世界像』大修館書店 1974
- 『中国への視角』中公叢書 1975
- 『紀行日本のなかの中国』朝日選書 1976
- 『同時代としての中国』田畑書店 1976
- 『魯迅遠景』田畑書店、1978
- 『友好は易く理解は難し：80年代中国への透視』サイマル出版会 1980
- 『魯迅周辺』田畑書店 1981
- 『中国喫茶詩話』淡交社(茶道文化選書) 1982
- 『現代中国への視点』日本放送出版協会(NHK市民大学) 1986
- 『現代中国の展開』日本放送出版協会(NHKブックス) 1987
- 『中国随想一衣帯水』蒼蒼スペシャル・ブックレット 1987
- 『毛沢東』岩波新書 1989
- 『愛のうた 中華愛誦詩選』中公新書 1990
- 『北京』(世界の都市の物語 9) 文芸春秋 1992
  - 文庫化
- 『中国 歴史の旅』朝日選書 1998
- 『中国 国情と世相』研文出版 1999
- 『中国長江歴史の旅』朝日選書 2003
- 『中国 欲望の経済学』蒼蒼社 2004
- 『コオロギと革命の中国』PHP新書 2008
- 『中国という世界 人・風土・近代』岩波新書 2009
- 『竹内実「中国論」自選集 1 文化大革命』桜美林大学北東アジア総合研究所 2009
- 『さまよえる孔子、よみがえる論語』朝日選書 2011

### 共編著
- 『毛沢東 その詩と人生』武田泰淳共著、文芸春秋新社 1965
- 『魯迅と現代』佐々木基一共編、勁草書房 1968
- 『ひとびとの墓碑銘：文革犠牲者の追悼と中国文芸界のある状況』村田茂共編、霞山会 1983
- 『中国生活誌 黄土高原の衣食住』羅漾明対談、大修館書店 1984
- 『中国文学最新事情：文革、そして自由化のなかで』萩野脩二共編著、サイマル出版会 1987
- 『中国現代史プリズム 原点を訪ね考える』編、蒼蒼スペシャル・ブックレット 1988
- 『閑適のうた：中華愛誦詩選 陶淵明から魯迅まで』萩野脩二共著、中公新書 1990
- 『中国を読むキーワード』編著、蒼蒼社・蒼蒼スペシャル・ブックレット 1990
- 『志のうた：中華愛誦詩選 伯夷・叔斉から毛沢東まで』吉田富夫共著、中公新書 1991
- 『中国近現代論争年表 1895～1989』(京都大学人文科学研究所研究報告) 編、同朋舎出版 1992
- 『日中国交基本文献集』編、蒼蒼社(中国を知るテキスト) 1993
- 『中国映画が燃えている：「黄色い大地」から「青い凧」まで』佐藤忠男共著、朝日ソノラマ 1994
- 『比較文化キーワード グローバル時代を読み解く75の鍵』西川長夫共編著、サイマル出版会 1994
- 『中国情報用語事典 1996-97年版』矢吹晋共編、蒼蒼社 1996
- 『故宮 至宝が語る中華五千年 第4巻』陳舜臣・NHK取材班共著、日本放送出版協会(NHKスペシャル) 1997
- 『元の面子と市場の意志：中華思想にみる経済の原点』大竹愼一共著、フォレスト出版 1999
- 『「必読」日中国交文献集』21世紀中国総研共編、蒼蒼社 2005
- 『岩波漢詩紀行辞典』編著、岩波書店 2006

### 訳書
- 『生きていた同志』陳登科著、ハト書房 1952
- 『すべてを党に』呉運鐸著、青木新書 1955
- 『古典文学の評価』馮雪峯ほか著、訳編、未来社(未来芸術学院) 1956
- 『実践論・矛盾論』毛沢東著、松村一人共訳、岩波文庫、1957
- 『金色の山々』呉源植著、伊藤克共訳、至誠堂 1962
- 『毛沢東語録 付・奪権闘争を論ず』角川文庫、1971
  - 叢書化 平凡社ライブラリー
- 『西安事件：抗日民族統一運動の転機』ジェームズ・バートラム（英語版）著、岡田丈夫・香内三郎共訳、太平出版社 1973
- 『文化大革命を語る』毛沢東著、編訳、現代評論社 1974
- 『毛沢東伝 付毛沢東教育語録』王力著、太平出版社 1975
- 『周恩来評伝』司馬長風（中国語版）著、太平出版社 1976
- 『民衆の大連合 毛沢東初期著作集』和田武司共編、講談社 1978
- 『北京のひとり者』陳若曦（中国語版）著、朝日新聞社 1979
- 『人間周恩来：世界に慕われた《大地の子》』蘇叔陽著、サイマル出版会 1982
- 『鄧小平は語る 全訳・日本語版「鄧小平文選」』吉田富夫共監訳、風媒社 1983
- 『清国お雇い日本人』汪向栄著、監訳、朝日新聞社 1991
- 『中華人民共和国憲法集』編訳、蒼蒼社 1991 中国を知るテキスト
- 『女のひとについて』謝冰心著、朝日新聞社 1993
- 『中国文化と出版：新時代への創造』許力以著、サイマル出版会 1994
- 『毛沢東の読書生活：秘書がみた思想の源泉』逄先知（英語版）著、浅野純一共訳 サイマル出版会 1995
- 『永遠の隣国として：中日国交回復の記録 為中日世代友好努力奮闘』蕭向前著、サイマル出版会 1997
- 『中国の出版改革』宋木文（中国語版）著、桐原ユニ 1998
- 『中国はどこへ行くのか：毛沢東初期詞文集』編訳、岩波現代文庫 2000